# 日本テレビの映画作品一覧
日本テレビの映画作品一覧（にほんテレビのえいがさくひんいちらん）は、日本テレビが製作、または出資した映画の一覧である。

## 制作関与企業
同局が製作・出資に関わる映画は、「製作委員会方式」による作品が主流である。親会社の読売新聞社をはじめ、日本テレビホールディングスや読売中京FSホールディングスと関連がある日本テレビ系列局（NNN・NNS）の読売テレビ、札幌テレビ、中京テレビ、福岡放送の4局、さらにはミヤギテレビ、静岡第一テレビ、広島テレビのほか、日活、スタジオ地図、バップ、博報堂DYメディアパートナーズ、スタジオジブリ、スタジオカラー、電通、フレーベル館、トムス・エンタテインメント、東映、東映ビデオ、セントラル・アーツ、東宝、東京テアトル、小学館、小学館集英社プロダクション、ストームレーベルズ（旧・ジェイ・ストーム）、ボンズ、バンダイナムコフィルムワークス、タツノコプロなどが制作委員会に名を連ねている作品が多い。

## アナウンサー・キャスターの出演
日本テレビが出資・製作幹事となる一部の作品には桝太一（バケモノの子）やラルフ鈴木（それいけ!アンパンマン　ロボリィとぽかぽかプレゼント）といった、自局や系列局のアナウンサー・キャスターが本人役などで出演・登場することが多い。

## メディアでの宣伝
映画プロモーションの一環として、映画作品公開の前日から日本テレビ系列の一部の報道番組・情報番組に一部の映画出演者・キャラクターがゲスト出演する。

## 現行シリーズ作品
- それいけ!アンパンマンシリーズ
- あぶない刑事シリーズ
- 劇場版名探偵コナンシリーズ
- ヱヴァンゲリヲン新劇場版
- 僕のヒーローアカデミア THE MOVIEシリーズ
- キングダムシリーズ
- ザ・ファブルシリーズ

## 1970年代
- ベルサイユのばら
- ルパン三世シリーズ

## 1980年代
- 象物語
- 転校生
- 誘拐報道
- テラ戦士ΨBOY
- アイドルを探せ
- BU・SU
- 敦煌
- 魔女の宅急便

## 1990年代
- 天と地と
- 流転の海
- おもひでぽろぽろ
- 遊びの時間は終らない
- エンジェル 僕の歌は君の歌
- 紅の豚
- 学校シリーズ
- スーパーマリオ 魔界帝国の女神
- 免許がない!
- 平成狸合戦ぽんぽこ
- 四十七人の刺客
- 家なき子
- 大夜逃 夜逃げ屋本舗3
- 耳をすませば
- ガメラ平成シリーズ3部作
- Shall we ダンス?
- 金田一少年の事件簿シリーズ
- 香港大夜総会 タッチ&マギー
- もののけ姫
- 金田一少年の事件簿 上海魚人伝説
- 卓球温泉
- ホーホケキョ となりの山田くん

## 2000年代前半
- 回路
- ナトゥ 踊る!ニンジャ伝説
- サトラレ
- 千と千尋の神隠し
- 犬夜叉シリーズ
- 明日があるさ THE MOVIE
- 仄暗い水の底から
- 模倣犯
- たそがれ清兵衛
- 猫の恩返し
- 魔界転生
- 茄子 アンダルシアの夏
- 天使の牙B.T.A.
- 赤い月
- キューティーハニー
- 着信アリシリーズ
- イノセンス
- SURVIVE STYLE5+
- ロード88 出会い路、四国へ
- 約三十の嘘
- 隠し剣 鬼の爪
- ハウルの動く城

## 2005年
- Tokyo Tower
- MAKOTO
- 阿修羅城の瞳
- 戦国自衛隊1549
- いらっしゃいませ、患者さま。
- 妖怪大戦争
- 逆境ナイン
- フライ,ダディ,フライ
- メゾン・ド・ヒミコ
- タッチ
- SHINOBI -HEART UNDER BLADE-
- ALWAYS 三丁目の夕日
- ブラック・ジャック ふたりの黒い医者

## 2006年
- 小さき勇者たち〜ガメラ〜
- かもめ食堂
- DEATH NOTE前後編
- 花田少年史 幽霊と秘密のトンネル
- ラフ ROUGH
- LOFT ロフト
- 劇場版 どうぶつの森
- ゲド戦記

## 2007年
- 僕は妹に恋をする
- 愛の流刑地
- 東京タワー 〜オカンとボクと、時々、オトン〜
- 俺は、君のためにこそ死ににいく
- パッチギ! LOVE&PEACE
- しゃべれども しゃべれども
- 舞妓Haaaan!!!
- ピアノの森
- めがね
- ALWAYS 続・三丁目の夕日
- マリと子犬の物語

## 2008年
- 陰日向に咲く
- L change the WorLd
- Sweet Rain 死神の精度
- 隠し砦の三悪人 THE LAST PRINCESS
- 崖の上のポニョ
- スカイ・クロラ The Sky Crawlers
- 20世紀少年3部作
- 252 生存者あり
- K-20 怪人二十面相・伝

## 2009年
- ヤッターマン
- おっぱいバレー
- MW-ムウ-
- ごくせん THE MOVIE
- サマーウォーズ
- 劇場版 ヤッターマン 新ヤッターメカ大集合!オモチャの国で大決戦だコロン!
- カイジ 人生逆転ゲーム
- 僕の初恋をキミに捧ぐ
- なくもんか
- ウルルの森の物語

## 2010年
- BANDAGE
- 猿ロック THE MOVIE
- 書道ガールズ!!わたしたちの甲子園
- FLOWERS -フラワーズ-
- 借りぐらしのアリエッティ
- 明日やること ゴミ出し 愛想笑い 恋愛。
- BECK
- 君に届け
- インシテミル 7日間のデス・ゲーム
- ゴースト もういちど抱きしめたい

## 2011年
- GANTZ前後編
- 太平洋の奇跡 -フォックスと呼ばれた男-
- コクリコ坂から
- DOG×POLICE 純白の絆
- カイジ2 人生奪回ゲーム
- 映画 怪物くん

## 2012年
- ALWAYS 三丁目の夕日'64
- 逆転裁判
- ホタルノヒカリ
- おおかみこどもの雨と雪
- 桐島、部活やめるってよ
- ひみつのアッコちゃん
- 劇場版 ミューズの鏡 〜マイプリティドール〜
- ツナグ
- 009 RE:CYBORG
- 劇場版 私立バカレア高校
- 綱引いちゃった!
- 映画 妖怪人間ベム

## 2013年
- 劇場版 HUNTER×HUNTERシリーズ
- 脳男
- 藁の楯
- 風立ちぬ
- NMB48 げいにん!THE MOVIEシリーズ
- ガッチャマン
- 謝罪の王様
- 豪華3本立て!トミカ・プラレール映画まつり
- 潔く柔く
- 劇場版 BAD BOYS J -最後に守るもの-
- かぐや姫の物語
- ルパン三世VS名探偵コナン THE MOVIE

## 2014年
- 劇場版 仮面ティーチャー
- 魔女の宅急便
- 悪夢ちゃん The 夢ovie
- MONSTERZ モンスターズ
- 思い出のマーニー
- 宇宙兄弟#0
- ホットロード
- 近キョリ恋愛
- トワイライト ささらさや
- 寄生獣

## 2015年
- 映画 ST 赤と白の捜査ファイル
- ジョーカー・ゲーム
- 花とアリス殺人事件
- 風に立つライオン
- 寄生獣 完結編
- イニシエーション・ラブ
- ストレイヤーズ・クロニクル
- バケモノの子
- ヒロイン失格
- 俺物語!!
- 杉原千畝 スギハラチウネ

## 2016年
- 人生の約束
- 黒崎くんの言いなりになんてならない
- ちはやふる 上の句・下の句・結び
- あやしい彼女
- オオカミ少女と黒王子
- MARS ～ただ、君を愛してる～
- 任侠野郎
- 雨女
- DOCUMENT OF KYOSUKE HIMURO“POSTSCRIPT”
- HiGH&LOWシリーズ
- ルドルフとイッパイアッテナ
- レッドタートル ある島の物語
- 真田十勇士
- 金メダル男
- デスノート Light up the NEW world
- 海賊とよばれた男

## 2017年
- 一週間フレンズ。
- ひるね姫 〜知らないワタシの物語〜
- PとJK
- LAST COP THE MOVIE
- 22年目の告白 -私が殺人犯です-
- こどもつかい
- 兄に愛されすぎて困ってます
- メアリと魔女の花
- お前はまだグンマを知らない
- トリガール!
- 散歩する侵略者
- 斉木楠雄のΨ難
- We Love Television?
- DESTINY 鎌倉ものがたり

## 2018年
- 劇場版Infini-T Force/ガッチャマン さらば友よ
- ママレード・ボーイ
- 50回目のファーストキス
- 羊と鋼の森
- 未来のミライ
- ちいさな英雄-カニとタマゴと透明人間-
- 3D彼女 リアルガール
- 億男
- 旅猫リポート
- かぞくいろ RAILWAYS わたしたちの出発
- こんな夜更けにバナナかよ 愛しき実話

## 2019年
- 十二人の死にたい子どもたち
- 劇場版シティーハンターシリーズ※
- 九月の恋と出会うまで
- PRINCE OF LEGEND
- 居眠り磐音
- パラレルワールド・ラブストーリー
- 町田くんの世界
- 女の機嫌の直し方
- Diner ダイナー
- アルキメデスの大戦
- ドラゴンクエスト ユア・ストーリー
- ブラック校則
- ルパン三世 THE FIRST

## 2020年
- カイジ ファイナルゲーム
- AI崩壊
- 貴族誕生 -PRINCE OF LEGEND-
- 水曜日が消えた
- 今日から俺は!!劇場版
- 青くて痛くて脆い
- 小説の神様 君としかかけない物語
- ドクター・デスの遺産-BLACK FILE-
- 新解釈・三國志

## 2021年
- 劇場版 奥様は、取り扱い注意
- 竜とそばかすの姫
- そして、バトンは渡された
- あなたの番です 劇場版

## 2022年
- ノイズ
- 鹿の王 ユナと約束の旅
- 極主夫道 ザ・シネマ
- メタモルフォーゼの縁側
- 線は、僕を描く
- 劇場版 転生したらスライムだった件 紅蓮の絆編
- かがみの孤城

## 2023年
- 金の国 水の国
- 映画ネメシス 黄金螺旋の謎
- ゆとりですがなにか インターナショナル
- 愛にイナズマ
- 映画 すみっコぐらし ツギハギ工場のふしぎなコ
- MY (K)NIGHT
- 屋根裏のラジャー

## 2024年
- 劇場版 君と世界が終わる日に FINAL
- 恋わずらいのエリー
- 夏目アラタの結婚
- あの人が消えた
- 劇場版 ACMA:GAME 最後の鍵
- 矢野くんの普通の日々
- 聖☆おにいさん THE MOVIE〜ホーリーメン VS 悪魔軍団〜

## 2025年
- 遺書、公開。
- 女神降臨 Before 高校デビュー編 / After プロポーズ編
- 父と僕の終わらない歌
- 近畿地方のある場所について
- 果てしなきスカーレット
- 新解釈・幕末伝

## 日本テレビ非関与による系列局・関連会社の作品
前述の日本テレビホールディングスの関連会社や出資会社は、日本テレビが製作幹事として製作した作品は同局とともに製作委員会の一社として参加している。
その一方で作品によっては日本テレビが製作幹事としての役割、および製作委員会への参加含め、映画作品全体の製作サイドには一切関与せず、代わりに以下のように日本テレビの系列局あるいは日本テレビHDの関連企業が関与する作品も存在する。
本節においては、下記の『名探偵コナン』のテレビシリーズの映画作品において、総集編映画（特別編集版）として描き下ろしされた作品や、スタジオジブリの『君たちはどう生きるか』ほか一部作品など、日本テレビの『金曜ロードショー』やアニメ枠などで放映されていながら、日本テレビが映画作品の製作に一切関わっていない作品のごく一部を列挙するものとする。
以下は2025年5月現在。関連会社の作品の一覧は各項目の作品一覧を参照のこと。

### 読売中京FSホールディングス

#### 読売テレビ放送
- 増山超能力師事務所 激情版は恋の味
- 名探偵コナン総集編映画（特別編集版）

#### 中京テレビ放送
- ある閉ざされた雪の山荘で

### スタジオジブリ
- 風の谷のナウシカ (映画)
- 君たちはどう生きるか

### 日活
他多数